# Кокпектински район
Кокпектински район (на казахски: Көкпекті ауданы) е съставна част на Източноказахстанска област, Казахстан, с обща площ 14 150 км2 и население 27 597 души (по приблизителна оценка към 1 януари 2020 г.). Мнозинството от населението са казахи (74 %), следват руснаците (20,7 %).
Административен център е село Кокпекти.